# Волхонщина (Ржаксинский район)
Волхонщина — деревня в Ржаксинском районе Тамбовской области России. Административный центр Волхонщинского сельсовета.

## География
Деревня находится на берегу реки Савала, на расстоянии 26 км к юго-западу от посёлка городского типа Ржакса, административного центра района, и 84 км к юго-востоку от города Тамбов, административного центра области.

### Часовой пояс
Деревня Волхонщина, как и вся Тамбовская область, находится в часовой зоне МСК (московское время). Смещение применяемого времени относительно UTC составляет +3:00.

## Население
| 2002 | 2010 |
| ---- | ---- |
| 217  | ↘204 |

### Национальный состав
Согласно результатам переписи 2002 года, в национальной структуре населения русские составляли 99 % из 217 чел.